# Hans-Georg Pries
Hans-Georg Pries (* 1919 in Kiel-Elmschenhagen; † 12. September 2005) war ein deutscher Polizist.
Pries war Sohn eines Zollbeamten. Er machte  ab 1945 eine Ausbildung bei der Polizei und war danach bis 1952 bei der Mordkommission der Kriminalpolizei und wechselte dann zur Schutzpolizei. 1954 wurde er vom Polizeipräsidenten zum Kommissar und kurz darauf zum Polizeirat befördert. Legendär war seine Auseinandersetzung mit Innensenator Helmut Schmidt anlässlich eines Konzerts der Rolling Stones 1965. Pries wurde 1970 als Polizeidirektor Kommandeur der Schutzpolizei in Hamburg, zuletzt war er bis 1979 als Landespolizeidirektor Chef der Schutzpolizei und stellvertretender Polizeichef von Hamburg. 1974 äußerte er sich abfällig über langhaarige und ungepflegt aussehende Polizeibeamte und bezeichnete sie als „Schmuddelpäckchen“. Er wurde in dieser Funktion einer breiten Öffentlichkeit bekannt.
Pries war verheiratet und hatte drei Kinder. Er lebte in Tornesch. Im September 2005 starb er im Alter von 86 Jahren.